# قشلاق خان حسين ودلان تيمور (مقاطعة بيله سوار)
قشلاق خان حسين ودلان تيمور (بالفارسية: قشلاق خان حسین ودلان تیمور) هي منطقة سكنية تقع في إيران في أردبيل. يقدر عدد سكانها بـ 32 نسمة .